# Shadow of the Colossus
Shadow of the Colossus (ワンダと巨像?, Wanda to Kyozō) è un videogioco di avventura dinamica in 3D del 2005 sviluppato dal Team Ico e pubblicato da Sony Computer Entertainment come esclusiva PlayStation 2.
Shadow of the Colossus è un gioco di avventura particolare: la terra all'interno della quale ci si muove è vastissima e quasi senza vita, la maggior parte dello scenario è vuoto e i padroni della scena sono enormi prati verdeggianti, aride praterie, montagne e baratri. Il protagonista Wander passa la maggior parte del tempo galoppando con il suo nobile destriero Agro per arrivare nel punto in cui si trova un nuovo colosso da affrontare come nemico.
Lo sviluppo del gioco è stato realizzato dal Sony Computer Entertainment International Production Studio 1 (conosciuto anche come Team ICO), il gruppo di lavoro responsabile anche per il videogioco ICO. Il gioco è stato pubblicato dalla Sony e pubblicato nell'ottobre del 2005 in Nord America e Giappone; successivamente è stato distribuito anche nei territori PAL nel febbraio del 2006. Gli slogan ufficiali del gioco sono «Some mountains are scaled; others are slain» ("Alcune montagne vanno scalate; altre vanno uccise") e «Courage can move mountains» ("Il coraggio può muovere le montagne").
Nel 2011 è stata pubblicata una riedizione in alta definizione del gioco insieme a ICO su PlayStation 3. Alla conferenza Sony dell'E3 2017, con un trailer viene annunciato un remake del gioco per PlayStation 4, poi pubblicato in esclusiva per PlayStation 4 a inizio febbraio 2018, sviluppato da Bluepoint Games con un motore grafico rivisitato e grafica moderna.

## Trama
Il protagonista (Wander) ha l'obiettivo di salvare una ragazza (Mono), ma non vengono fornite altre informazioni né su di lui né sulla ragazza, tranne il fatto che questa è morta per via del suo "destino maledetto". 
Il giovane Wander viaggia con la sua cavalla Agro attraversando un ponte di pietra sospeso su lunghi pilastri. Il ponte conduce a una landa vasta e desolata, e termina davanti all'entrata di un grande tempio, il Sacrario del Culto. Una volta dentro al tempio Wander accede a una gigantesca sala con sedici idoli. Un'apertura circolare permette alla luce del sole di fluire attraverso il soffitto e illumina un altare di pietra. Wander conduce Agro a piedi, rivela la figura della ragazza che ha portato con sé per tutto il lungo viaggio e posa Mono sull'altare. L'obiettivo di Wander viene svelato da un flashback dove una maschera che parla racconta di una leggenda che narra di come sia possibile portare indietro le anime dei morti in quelle terre.
Una voce che parla sia con un timbro femminile sia maschile tuona dall'apertura circolare sul tetto del tempio e parla a Wander come a colui che regge "l'antica spada". Wander intuisce correttamente che la voce appartiene a un'entità chiamata Dormin e si rivolge a lui dicendo di avere sentito che Dormin può ridare la vita ai morti. Quindi chiede all'entità di restituire la vita alla ragazza che ha portato con sé in quanto lei è stata sacrificata. Inizialmente Dormin ride delle parole del giovane, ma Dormin suggerisce che potrebbe esserci una possibilità per ridare la vita a Mono e spiega che Wander deve distruggere tutti e sedici gli idoli presenti nella sala dell'altare. L'unico modo che si ha per distruggere gli idoli è quello di uccidere i colossi che rappresentano l'incarnazione di ogni statua e questo è possibile solo a colui che possiede la spada antica. Dormin mette in guardia Wander che così facendo potrebbe pagare un prezzo molto alto; ciò nonostante il giovane afferma che nulla è più importante di ridare la vita all'amata ed è così che inizia il suo viaggio attraverso le terre proibite.
Uno dopo l'altro Wander elimina i vari colossi che popolano quelle lande desolate, ma a ogni vittoria corrisponde un misterioso evento: Wander viene trafitto da strani tentacoli scuri che fuoriescono dal corpo di ciascun titano e si risveglia nel Sacrario Del Culto. Attorno a lui di volta in volta si creano delle ombre con le fattezze di Wander, che scompaiono una volta che riprende conoscenza, diventando però sempre più numerose. Giunto alla sfida contro l'ultimo colosso la cavalla del protagonista, Agro, precipita giù da un dirupo e Wander si ritrova da solo contro il gigantesco nemico. Sconfitto anche questo, Wander ancora privo di coscienza, vicino ai resti dell'ultimo colosso, viene tirato su da una forza invisibile, rivelando che era quella che lo riportava sempre al tempio, una volta sconfitto un colosso. Ancora una volta Wander si ritrova nel Sacrario, ma questa volta scopre la verità che Dormin nasconde: questo altro non è che una entità malefica, la cui anima è stata divisa e le varie parti rinchiuse dentro i vari idoli. Ora che queste sono state liberate, Dormin riprende vita e prende possesso del corpo di Wander, tramutandolo in un gigantesco essere, simile agli stessi colossi ma completamente nero e privo di lastre di pietra e ferro. A fermare questa entità sopraggiungono alcuni uomini che provengono dallo stesso villaggio del protagonista: si viene così a sapere che Wander ha rubato la spada antica e il sacerdote a capo del villaggio, Emon, lo ha inseguito per evitare che compisse l'incantesimo proibito.
Per fermare il potente mostro Emon usa il suo sangue sulla spada che viene gettata in quella che sembra una sorta di piccola vasca di forma circolare, presente nelle fondamenta del Sacrario. Dormin inizia così a rimpicciolirsi e Wander, in un ultimo tentativo di ricongiungersi con l'amata, cerca di sfuggire al potere della spada che lo sta risucchiando all'interno della vasca, ma è tutto inutile. Wander viene inghiottito, mentre il sacerdote e la sua schiera fuggono dalle terre maledette, distruggendo il ponte di ingresso. Inaspettatamente però Dormin ha mantenuto la sua parola e Mono ritorna in vita, risvegliandosi sull'altare e ritrovando anche Agro, ferita per la caduta, ma ancora in vita. La cavalla guida la fanciulla alla vasca, al fondo della quale trovano Wander, tornato all'età di un neonato e ancora dotato di due piccole corna. Il sacrificio della Spada Antica sembra averlo però purificato completamente dalla maledizione di Dormin. Mono, Agro e il neonato Wander escono dal Sacrario e iniziano a salire fino alla cima, dove trovano uno splendido giardino in cui vivere, condannati a restare in quelle lande maledette, ma che tuttavia un giorno saranno riusciti a lasciare, in quanto Wander sarebbe diventato il primo di una stirpe dei bambini con le corna.

## Modalità di gioco
I colossi nominati nel titolo sono creature enormi, corazzate e all'apparenza invincibili. Ciò nonostante essi hanno dei punti deboli ben nascosti che potrebbero permettere a Wander di sconfiggerli se sfruttati a dovere. Ogni colosso presenta una differente anatomia: possono rappresentare cioè giganteschi umanoidi così come delle enormi versioni di animali. Wander è armato di un arco con frecce, una spada ed è affiancato dal suo fedele destriero Agro. Per via del fatto che il suo "arsenale" è limitato e che l'interazione con lo scenario è necessaria per riuscire a sconfiggere i colossi, Shadow of the Colossus viene considerato sia un'avventura dinamica in 3D sia un rompicapo.
Ciascun colosso (quando individua un estraneo) tende ad avere atteggiamenti ostili. Lo stato emotivo di un colosso è percepibile in base al colore dei suoi occhi.
- Spenti: non riescono a individuare Wander.
- Accesi: lo vedono.
- Rossi: aggressivi e tentano di attaccarlo.

## Personaggi
Wanderdoppiato da: Kenji Nojima.
Wander, o "l'Errante", è il protagonista del gioco. Porta la ragazza Mono, avvolta in una coperta, al Sacrario del Culto nella speranza di ridarle la vita. Il suo cavallo Agro è l'unico suo compagno. È un guerriero determinato armato solo di un arco e di una spada. La sua determinazione è evidente nel momento in cui decide di affrontare i colossi nonostante Dormin lo metta in guardia che il prezzo da pagare per la missione potrebbe essere molto alto. Emon alla fine dice che Wander ha rubato la spada antica e mettendo piede nelle terre proibite, ha infranto le leggi che erano state imposte. Wander è ben lontano da ciò che si poteva presumere all'inizio; non un eroe ma bensì un ladro, trasgressore e sacrificatore.
Monodoppiata da Hitomi Nabatame.
Mono è la ragazza che Wander cerca di riportare alla vita portandola al Sacrario del Culto. Si conosce poco di lei, tranne che secondo le parole di Wander è stata sacrificata a causa del suo destino maledetto. La sua relazione con Wander non è certa, ma vista la determinazione del giovane e le sue azioni si può facilmente presumere che sia la sua amata. La sua voce flebile può essere ascoltata mentre Wander viene trasportato al tempio dopo avere sconfitto un colosso. Non è chiaro cosa cerca di dire la voce di Mono, anche se si presume che con una punta di tristezza avverta Wander di non completare il rituale che avrebbe liberato Dormin.
AgroAgro è la cavalla di Wander ed è molto fedele al suo padrone, tanto che generalmente gli sta il più vicino possibile anche quando Wander è a piedi. Agro torna al Sacrario del Culto ogni volta che Wander sconfigge un colosso ed è lì ad attendere il suo padrone quando si sveglia dopo l'ardua prova. A volte Agro è un elemento necessario per sconfiggere alcuni colossi, in particolare Dirge (il decimo colosso) e Phalanx (il tredicesimo).
Dormindoppiato da Kazuhiro Nakata (voce maschile) e Kyoko Hikami (voce femminile).
Dormin è la misteriosa entità che risiede nel Sacrario del Culto. Dormin tende a parlare di sé stesso come di "Noi" e parla contemporaneamente con due voci, una maschile e una femminile (nonostante la voce maschile sia la più forte delle due). Lui accetta di far resuscitare Mono se Wander avesse a sua volta accettato di sconfiggere sedici colossi. I colossi contengono un frammento dell'essenza di Dormin e uccidendo un colosso Wander libera il frammento di Dormin in esso contenuto. Dormin è un personaggio ambiguo, dotato di una natura duale; è sia bene che male, sia luce sia tenebra; così come è sia maschio che femmina. Dormin avverte Wander che la sua missione potrebbe avere un prezzo alto da pagare e alla fine della missione manterrà la sua promessa riportando in vita Mono. Dormin, come da lui affermato, è stato frammentato in sedici parti da Lord Emon: l'uccisione dei colossi da parte di Wander e la conseguente distruzione dei sedici idoli lo libererà, ma viene nuovamente (forse definitivamente) sigillato da Lord Emon col sacrificio della Spada Antica.
Emondoppiato da Naoki Bando.
Lord Emon è la voce narrante presente durante l'introduzione del gioco e non viene visto fino alla scena animata girata dopo la sconfitta del dodicesimo Colosso. Lord Emon indossa una maschera misteriosa, i cui tratti ricordano gli idoli dei colossi affrontati da Wander e una lunga veste sciamanica. Il suo aspetto particolare fa intuire che occupi una posizione molto alta nella società da cui proviene. Lord Emon è probabilmente un esponente, o forse addirittura il capo, di un tipo di religione manifestatasi nelle Terre Proibite molti anni prima degli avvenimenti narrati nel gioco. È comunque probabile che Emon provenga dallo stesso villaggio da cui proviene Wander poiché quando lo incontra nel sacrario si rivolge a lui come se lo conoscesse. La sua faccia non viene svelata fino alla fine del gioco. Comanda un gruppo di soldati. Emon cerca di evitare che Wander possa usare "l'incantesimo proibito" che, nonostante possa resuscitare Mono, avrebbe liberato Dormin dal controllo dei sedici Colossi. Alla fine Lord Emon ordina di uccidere Wander ormai posseduto e lancia un incantesimo che intrappola Dormin all'interno del tempio. Fuggito insieme ai suoi soldati dal tempio fa infine crollare il ponte che collegava il sacrario alle terre esterne, affermando che ora nessuno sarebbe potuto entrare nelle terre maledette, augurandosi che se Wander fosse riuscito sopravvivere in quelle terre, possa un giorno ottenere il perdono per ciò che ha fatto.

## Colossi
Questi sono i sedici colossi presenti nel videogioco:
| N. | Nome proprio | Nome in latino      | Rappresentazione   |
| -- | ------------ | ------------------- | ------------------ |
| 1  | Valus        | Minotaurus colossus | Minotauro          |
| 2  | Quadratus    | Taurus magnus       | Toro               |
| 3  | Gaius        | Terrestris veritas  | Cavaliere          |
| 4  | Phaedra      | Equus bellator apex | Cavallo            |
| 5  | Avion        | Avis praeda         | Uccello            |
| 6  | Barba        | Belua maximus       | Fauno              |
| 7  | Hydrus       | Draco marinus       | Anguilla elettrica |
| 8  | Kuromori     | Parietinae umbra    | Lucertola          |
| 9  | Basaran      | Nimbus recanto      | Tartaruga          |
| 10 | Dirge        | Harena tigris       | Serpente           |
| 11 | Celosia      | Ignis excubitor     | Tigre              |
| 12 | Pelagia      | Permagnus pistrix   | Mostro marino      |
| 13 | Phalanx      | Aeris velivolus     | Drago              |
| 14 | Cenobia      | Clades candor       | Leone              |
| 15 | Argus        | Praesidium vigilo   | Guerriero          |
| 16 | Malus        | Grandis supernus    | Divinità           |

## Contenuti aggiuntivi
Shadow of the Colossus ha diversi segreti, contenuti aggiuntivi e modalità sbloccabili. Molte di queste possono essere ottenute solo dopo che si è completato il gioco almeno una volta.
- Modalità ricordo — Il giocatore ha la possibilità di combattere nuovamente contro un colosso che ha già sconfitto. Per attivarla basta tornare sul luogo dove ha sconfitto il colosso e pregare (premendo il tasto ) sulla sua carcassa.
- Modalità difficile — Dopo aver completato il gioco la prima volta viene presentato uno scenario più complesso dove i colossi hanno maggior resistenza e un maggior numero di punti vitali da colpire.
- Sfida a tempo — Dopo avere completato il gioco il giocatore può affrontare i colossi entro un tempo limite. Questa modalità si attiva pregando di fronte alle statue dei colossi presenti all'interno del Tempio del Culto. Questa modalità permette inoltre di incrementare l'armamentario di Wander: infatti ogni due colossi sconfitti nel tempo stabilito, Wander viene ricompensato con oggetti speciali che vanno ad arricchire il suo armamentario.

## Collegamenti conICO

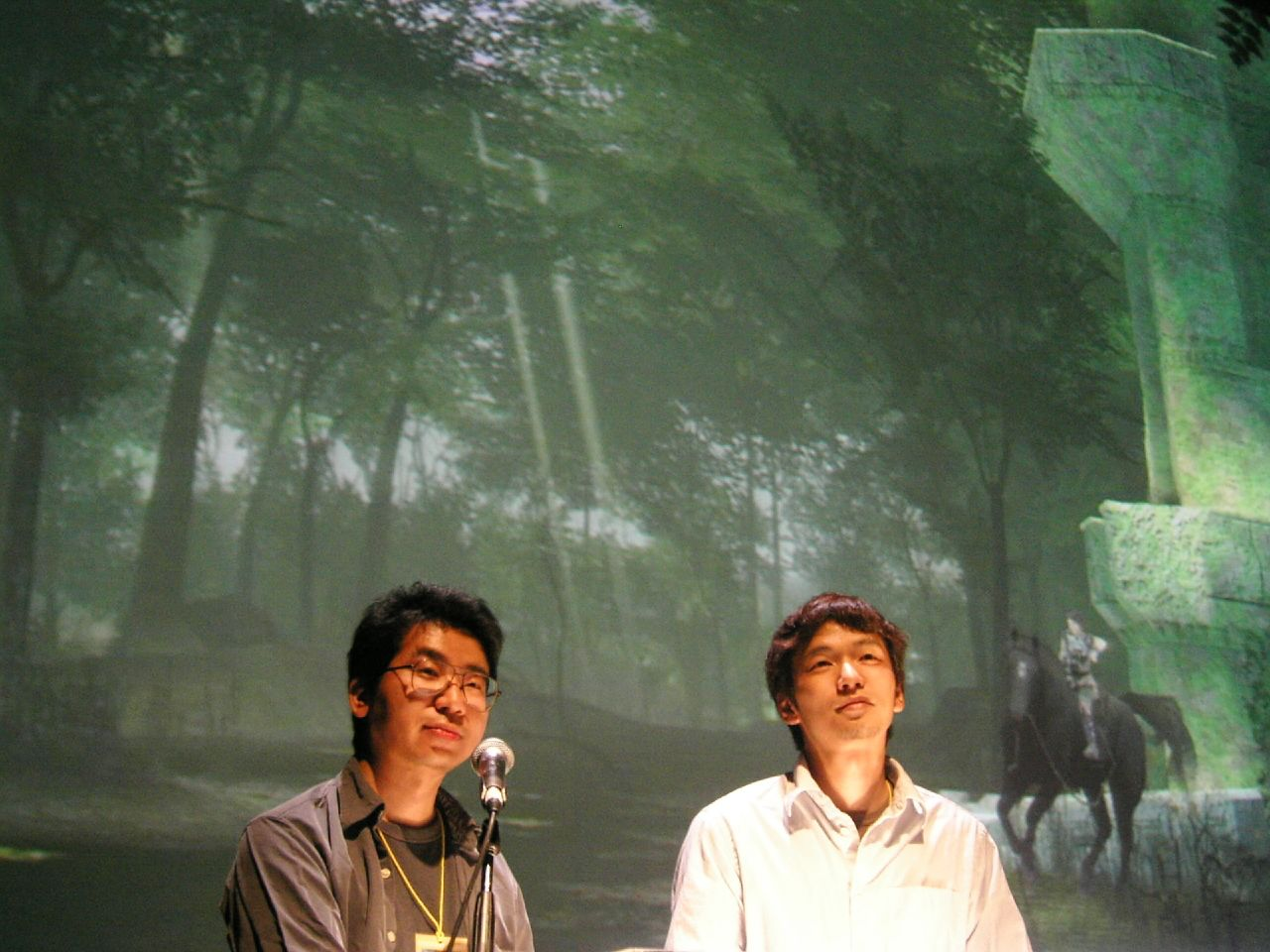
Kaido Kenji e Fumito Ueda, rispettivamente produttore e progettista capo del videogioco

In una recensione del gioco fatta da Tim Rogers si legge: 
(Tim Rogers)
Fumito Ueda considera Shadow of the Colossus sia il successore spirituale sia il predecessore di ICO. Per diversi mesi successivi all'uscita in produzione del gioco sostenne che la natura del gioco era solo una sua opinione personale e non un dato di fatto, intendendo quindi che ogni giocatore avrebbe dovuto valutare e trovare la verità da solo. Più tardi durante un'intervista con Wired News nel marzo del 2006 Ueda rivela specificamente che la connessione esiste e che il mondo dei due giochi è esattamente lo stesso, solo che Shadow of the Colossus esiste in un posto non specificato e in un tempo antecedente a quello di ICO.
Durante il suo sviluppo al gioco fu dato il nome temporaneo di NICO e venne indicato come un possibile seguito di ICO. Nel video promozionale di NICO si vede un gruppo di cavalieri cornuti (come Ico) che indossano maschere e cavalcano a fianco di un essere gigantesco che ricorda un colosso. In Giappone chi aveva prenotato Shadow of the Colossus prima che uscisse si è visto recapitare a casa insieme al gioco anche un DVD contenente il video di NICO e un'introduzione alternativa.
NICO è un gioco di parole composto dalla parola ni (che in giapponese significa "2") e la parola ico. NICO può dunque essere tradotto come ICO 2.

## Colonna sonora
La musica presente in Shadow of the Colossus viene considerata dai critici uno degli aspetti più interessanti del gioco. Questa è stata composta da Kow Otani, già compositori di musiche per videogiochi, film e anime.
Il 7 dicembre 2005 è stato messo in commercio in Giappone un CD con la raccolta delle musiche del gioco chiamato Roar of the Earth (Il ruggito della Terra). Non è stato finora annunciato la distribuzione del CD anche per gli altri mercati.

### Tracce
1. Prologue ~To the Ancient Land~
2. Prohibited Art
3. Commandment
4. Black Blood
5. Resurrection
6. Sign of the Colossus
7. Grotesque Figures ~Battle Theme~
8. The Opened Way ~Battle Theme~
9. The End of the Battle
10. Idol Collapse
11. Green Hills
12. A Violent Encounter ~Battle Theme~
13. Revived Power ~Battle Theme~
14. Lakeside
15. Silence ~Battle Theme~
16. In Awe of the Power ~Battle Theme~
17. Wanda's Death
18. The Farthest Land
19. Creeping Shadow ~Battle Theme~
20. A Messenger From Behind ~Battle Theme~
21. Counterattack ~Battle Theme~
22. Sky Burial
23. A Closed-off City
24. Liberated Guardian ~Battle Theme~
25. A Despair-filled Farewell ~Battle Theme~
26. Prayer
27. Swift Horse
28. Gate Watcher of the Castle Ruins ~Battle Theme~
29. Sanctuary
30. Demise of the Ritual ~Battle Theme~
31. A Pursuer
32. Premonition of Revival
33. Epilogue ~Those Who Remain~
34. Hope
35. The Sunlit Earth
36. Memories *
37. Wilderness *
38. Voice of the Earth *
39. Marshlands *
40. Anger *
41. Final Battle *
42. The Farthest Land (Reprise) *

* Alcune tracce vengono considerare tracce bonus e non sono utilizzate durante il gioco

## La versione europea
La versione commercializzata in Europa è stata pubblicata tra il 16 e il 17 febbraio 2006 a seconda dei mercati di riferimento. Il DVD è accompagnato, oltre che dal manuale, da quattro carte su cui sono rappresentati artisticamente alcuni momenti importanti del gioco (lotte con i colossi, esplorazione e così via). È inoltre possibile accedere dal menù principale a dei contenuti esclusivi, in particolare:
- Un documentario che illustra come è stato realizzato il gioco
- Un video promozionale di ICO
- Una galleria di immagini sul gioco (bozze, locandine, eccetera).

In concomitanza con l'uscita del gioco la Sony ha ripubblicato anche ICO, questo per cercare di promuovere il nuovo gioco attraverso la buona reputazione ricevuta da ICO e contemporaneamente per permettere ai giocatori che ancora non avevano provato il precedente gioco di completare la loro collezione.

## Accoglienza
Shadow of the Colossus ha goduto di un grandissimo successo, tale da definirlo un capolavoro, venendo considerato da molti il gioco più emozionante di sempre.
La rivista Play Generation classificò i colossi al quarto posto tra i boss più epocali dei videogiochi usciti su PlayStation 2.
La stessa testata diede alla raccolta ICO & Shadow of the Colossus un punteggio di 94/100, trovando due capolavori ripubblicati con grafica HD e sonoro 7.1, reputandola un ottimo acquisto. Inoltre classificò la raccolta come uno dei quattro migliori giochi usciti prima dell'autunno 2011.

### Premi
- Wander è salito al quarto posto nella classifica dei primi dieci "eroi" di Game Informer.
- Shadow of the Colossus ha vinto il Best Art Design ed è arrivato terzo nella classifica dei migliori giochi del 2005 della rivista PlayStation Magazine.
- Shadow of the Colossus ha corso per il premio del gioco del 2005 per la PlayStation 2 per la rivista Electronic Gaming Monthly, ha anche vinto il premio come miglior boss finale. La cosa curiosa è che il premio è stato assegnato come "Qualunque cosa presente in Shadow of the Colossus".
- Shadow of the Colossus ha vinto il premio Outstanding Achievement in Art Direction ed è stato nominato per il premio gioco dell'anno dalla Academy of Interactive Arts & Sciences.
- La Game Developers Conference Awards ha premiato Shadow of the Colossus con cinque premi: Game of the Year, Best Game Design, Best Character Design, Best Visual Arts e Innovation Awards.
- Il CD contenente le musiche del gioco ha vinto nel 2005 il premio Soundtrack of the Year per la rivista Electronic Gaming Monthly.
- Shadow of the Colossus non ha vinto nel 2005 nessun premio per GameSpot, ma ha partecipato a quattro premi: miglior musica originale, migliore grafica artistica, miglior gioco per PlayStation 2 e il poco onorevole peggior frame rate (questo per la versione originale PlayStation 2, perché in quella rimasterizzata in HD per PlayStation 3 uscita nel 2011 tali problemi sono stati risolti).

## Campagna pubblicitaria
Nell'ottobre 2005 venne fatta una campagna di commercializzazione virale atta a promuovere e far conoscere il gioco. Venne aperto il sito giantology.net all'interno del quale venivano collegati diversi siti che illustravano come, in differenti parti del mondo, erano stati rinvenuti cinque giganti le cui forme ricordavano i Colossi del gioco. Questi giganti erano:
- Il Gigante dello Tsunami, che ricorda da vicino Valus (numero 1), trovato a Mahabalipuram, in India dopo il terremoto nell'oceano Indiano del 2004[15].
- Il Gigante di ghiaccio, che ricorda Quadratus (numero 2), trovato nella Franz Josef Land, in Siberia da Arkady Simkin e il suo staff[16].
- Il Gigante Inca, che ricorda Gaius (numero 3), trovato a Nazca, in Perù da Andrew ed Ellie Sayre[17].
- Il Gigante sommerso, che ricorda Hydrus (numero 7), trovato nel mare di Sulu da Ed Guyler.
- Il Gigante di Jebal-Barez, che ricorda Phalanx (numero 13), trovato a Kuh-e Jebal Barez, in Iran da Casper Shilling.

## Adattamento cinematografico
Nell'aprile 2009 è stato annunciato che Sony Pictures ha messo in sviluppo un film tratto da Shadow of the Colossus con la collaborazione di Justin Marks incaricato della sceneggiatura e Kevin Misher come produttore. Nel maggio del 2012 Sony Pictures ha annunciato Josh Trank come regista del film Chronicle. Nel settembre 2014 Andrés Muschietti (regista del film La madre) e Seth Lochhead, già sceneggiatore di Hanna, sono stati assunti rispettivamente come regista e sceneggiatore della trasposizione.

## Altri media
- Il videogioco è uno dei temi chiave del film Reign Over Me (2007), giocato dal protagonista che vede in esso una personificazione della sua tragedia personale, la morte e la perdita dei suoi familiari durante gli eventi dell'11 settembre 2001.
- Un gruppo musicale deathcore prende il nome di Shadow of the Colossus. Molti dei testi delle canzoni e delle copertine dei loro album si ispirano al videogioco.[20]
- Un contenuto scaricabile per il videogioco LittleBigPlanet rende disponibili alcuni costumi ispirati ai personaggi di ICO e Shadow of Colossus. Del secondo sono stati presi i personaggi di Wander e di due Colossi (Quadratus e Gaius).
- I colossi fanno un cameo nell'episodio 15 della serie animata Secret Level.

## I Colossi Scartati
Durante la lavorazione del gioco, inizialmente il team di Ueda voleva mettere 48 colossi nel gioco. Un numero che poi venne tagliato a 16 il totale conosciuto. I colossi inutilizzati hanno raggiunto vari gradi di sviluppo prima di essere scartati - o per carenza di budget, o perché non si amalgamavano bene nel flow del gameplay. Alcuni sono rimasti delle semplici idee, altri sono persino stati implementati nel codice prima di essere rimossi definitivamente. Grazie alle testimonianze degli sviluppatori e soprattutto all'artbook ufficiale del gioco (mai pubblicato al di fuori del Giappone), si può scoprire l'identità e le fattezze di 10 dei colossi scartati. 
- Phoenix:Primo colosso della lista e il primo ad essere stato tolto insieme agli altri colossi. Come suggerisce il nome, Phoenix aveva le sembianze di una fenice ed era caratterizzato da un volto per metà di pietra e per l'altra metà ricoperto di lava. Un solo occhio, ubicato nella metà del volto composto da pietra. Le sue zampe avevano due artigli anteriori e uno posteriore, con delle creste apparentemente scalabili da parte di Wander. Le gambe e il torace erano ricoperte di pelliccia, un altro dettaglio presumibilmente pensato per favorire l'arrampicata del protagonista. Fuoco e magma fuoriuscivano anche dalle crepe sul resto del corpo. Non a caso, a detta di Ueda, la strategia per sconfiggerlo prevedeva che Wander lo gettasse in un lago per estinguere le fiamme ed esporre il sigillo. Il combattimento avrebbe dovuto svolgersi in un'area chiamata "Cratere", ed era necessario la cavalla Argo per poterlo battere. Nonostante fosse stato completato, Fumito Ueda decise di toglierlo perchè Wander perdeva troppa salute quando veniva scaraventato a terra dal colosso.

- Sirius
- Devil
- Roc
- Yamori